# 木藤亞也
木藤亞也（1962年7月19日—1988年5月23日）是日本文學作品《一升的眼泪》的作者，生於日本愛知縣豐橋市，為家中長女，家有父母、兩個弟弟、兩個妹妹。她15歲時應考高中入學試時被發現罹患小腦萎縮症，高中原本成績優異，得以入讀愛知縣立豐橋東高等學校，但卻因為病症所導致行動能力退化的關係，造成眾多自傲的優等生家長們抗議嚴重拖延課程進度，無奈之下不得已在高二下時轉學至愛知縣立岡崎養護學校。在症狀發展期間，她努力面對疾病和命運。受母親木藤潮香的鼓勵下，把自己抵抗疾病的過程寫成日記，最後於1988年(昭和63年)5月23日0時55分病逝，終年25歲。
木藤潮香在女兒逝世前把她的日記結集成冊，即《一公升的眼淚》，初版於1986年2月由エフエー出版，至2006年已突破210萬冊銷售。此書並被改編成電視劇和電影，日劇版女主角姓氏改為池內。電視劇版由澤尻英龍華主演，電影版由大西麻惠主演。
1988年5月23日，因為病情惡化造成的衰弱，加上併發尿毒症，木藤亞也結束了25年短暫的人生。之後，亞也的母親木藤潮香以對女兒的回憶為基礎，寫成並出版了《生命的障礙》一書。
2004年10月，《一公升的眼淚》故事被改編為電影，並於名古屋首次公映，2006年10月20日於台灣上映，香港於2006年12月7日上映。拍攝地點選在亞也生活的豐橋市。包括曾經上學的高校等等，是一部切合真實環境的作品。
2005年，日本富士電視台將《一公升的眼淚》改編為電視劇，2006年於香港首播，2007年暑假於台灣播出，2007年4月5日播放此劇集的特別版。

## 相關書籍

### 中文版書籍
- 『一公升的眼淚：亞也的日記』木藤亞也著，明珠譯（台北：高寶國際有限公司・2006年4月6日 　ISBN：9867088298）
- 『生命的障礙：《一公升的眼淚》母親潮香的手記』木藤潮香著，明珠譯（台北： 高寶國際有限公司・2006年4月6日 　ISBN：986708831X）
- 『一公升的眼淚：最後的58封信』木藤亞也著，賴庭筠譯（台北：高寶國際有限公司・2009年8月15日 　ISBN：9861853406）